# Othonna frutescens
Othonna frutescens là một loài thực vật có hoa trong họ Cúc. Loài này được L. mô tả khoa học đầu tiên.